# St. Bartholomäus (Hasborn-Dautweiler)

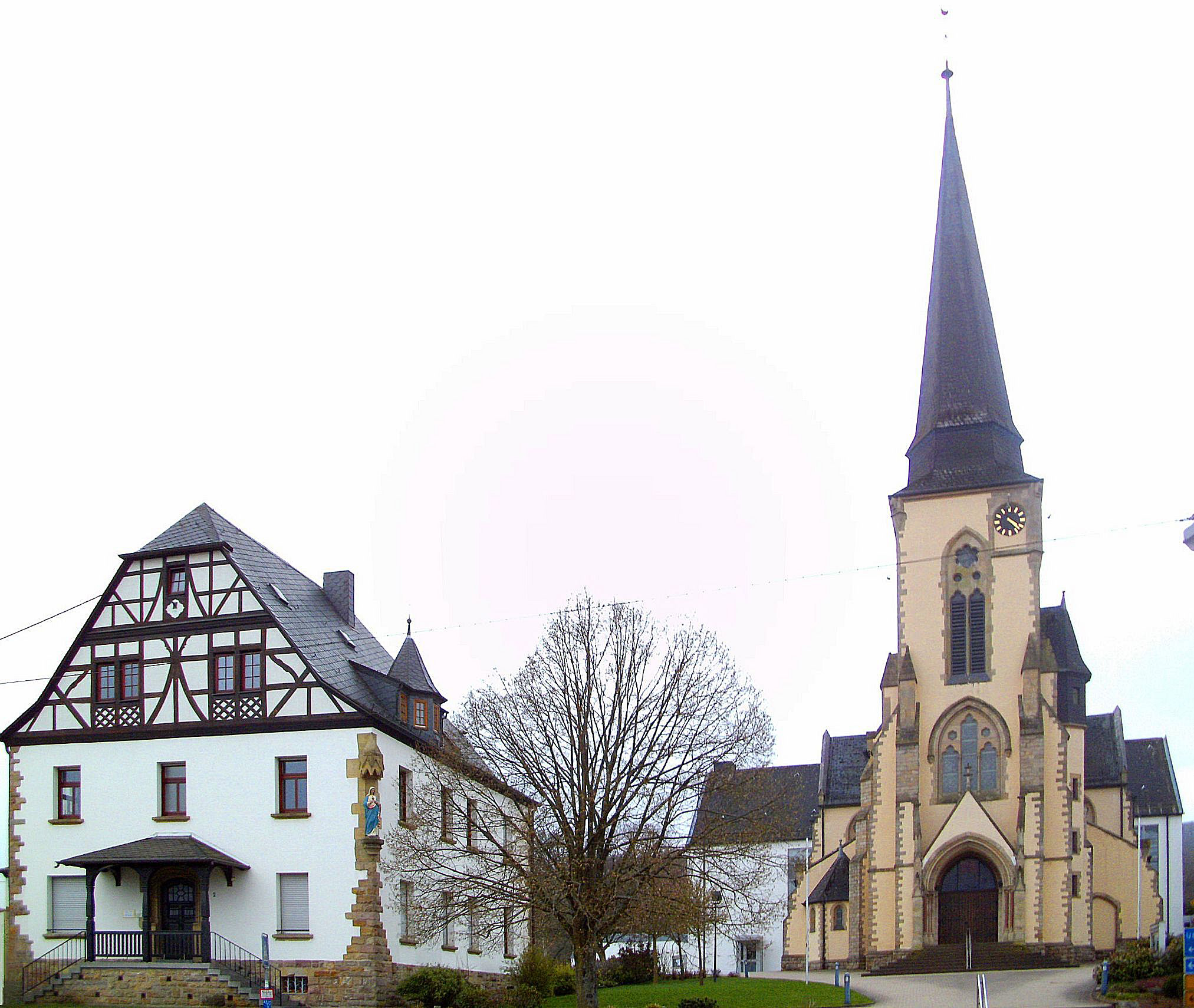
St.-Bartholomäus-Kirche in Hasborn-Dautweiler mit Pfarrhaus

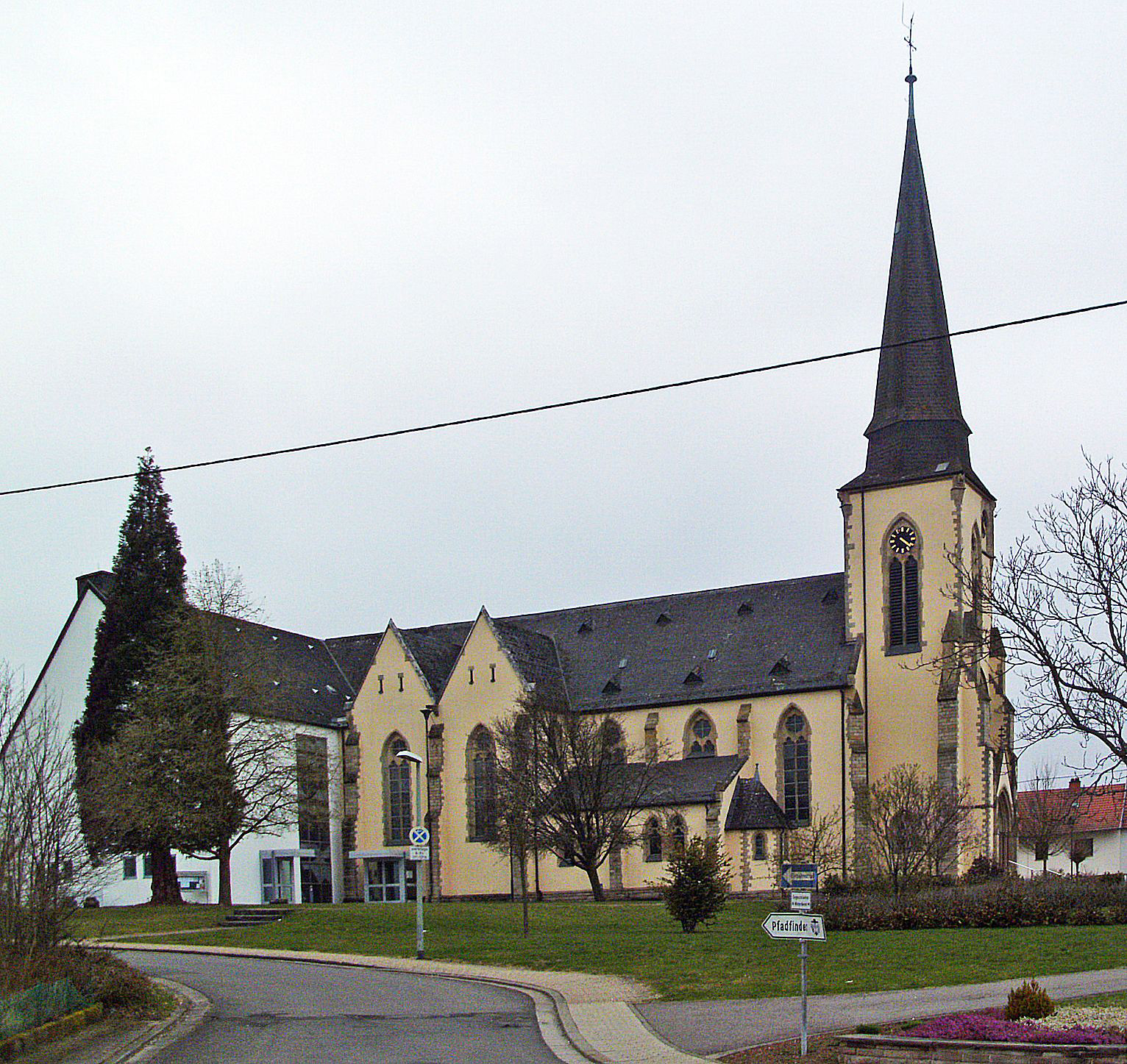
Ansicht der Kirche von Osten

Die römisch-katholische Pfarrkirche St. Bartholomäus steht in Hasborn-Dautweiler, einem Ortsteil der Gemeinde Tholey im Landkreis St. Wendel. Sie zählt mit knapp 60 Metern Länge und rund 1000 Sitzplätzen zu den größten Dorfkirchen des Saarlandes. Sie gehört zum Dekanat St. Wendel im Bistum Trier. In der Denkmalliste des Saarlandes ist sie als Einzeldenkmal aufgeführt.

## Geschichte

### Vorgeschichte
Im 10. Jahrhundert wurde erstmals eine Pfarrei in Hanoschebrunen (Hasborn) erwähnt. In einer Urkunde zwischen 972 und 981 wird von einer Schenkung der Kirchen Hasborn, Neunkirchen, Lockweiler und Bosen an das Kloster St. Paul Verdun durch den damaligen Bischof Wigfried von Verdun berichtet. Aus dieser Zeit ist nachgewiesen, dass Hasborn eine Kirche besaß.
Vier weitere Urkunden aus dem 13. Jahrhundert dokumentieren die Schenkung des Patronatsrechtes der Kirche von Hasborn durch die Herren von Schwarzenberg an das Augustinerinnenkloster Fraulautern. Diese Kirche stand wahrscheinlich dort, wo heute das „Alte Rathaus“ von Hasborn-Dautweiler steht.

### Alte Kirche (1771–1904)

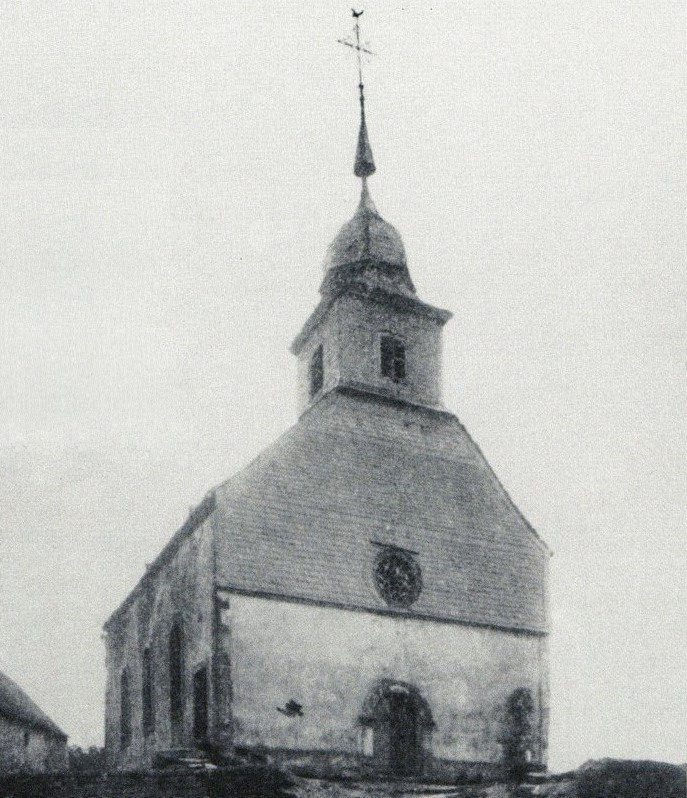
Barocke Dorfkirche unmittelbar vor ihrem Abriss 1909

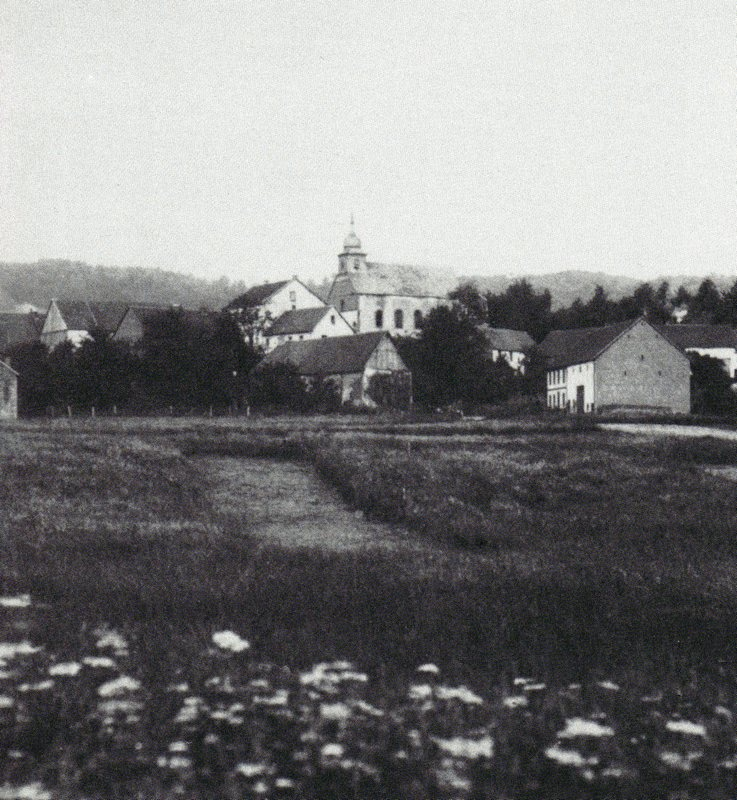

Am 15. November 1771 wurde der Vorgängerbau der heutigen Pfarrkirche als einfache barocke Saalkirche, wie sie vielerorts in dieser Region typisch war, durch Pastor Joann Augustin Lauxem aus Theley geweiht. Der aus Hottingen im Schwarzwald stammende Joseph Thomann wirkte als Baumeister der Kirche. Das Gebäude besaß eine Länge von 26 m und eine Breite von 11 m. Der schlichte Kirchturm mit Zwiebelhaube wurde 1784 durch Eigeninitiative der Gemeinde fertiggestellt und mit einer 56 Pfund schweren Glocke des Glockengießers Christian Schmidt aus Trier ausgestattet.
Der einschiffige Kirchenraum verjüngte sich im vorderen Drittel zu einem einfachen Chorraum, der durch eine Chorschranke abgetrennt war. Am Ende des Chorraumes befand sich ein barocker Hochaltar, der 1804 angeschafft wurde und zuvor im Kloster St. Irminen in Trier als Seitenaltar gedient hatte. Über dem Eingangsportal existierte eine kleine einfache Holzempore. Eine Orgel konnte nicht nachgewiesen werden. Es ist daher zu vermuten, dass die musikalische Begleitung der Gottesdienste später durch ein Harmonium erfolgte. Nach der Schließung der alten Kirche wurde dieser Altar an die Abtei St. Michael in Siegburg weiterverkauft, wo er 1944 mit dem Gebäude zerstört wurde.
Wenige Jahre nach dem Bau der neuen Pfarrkirche wurde die alte 1909 abgerissen und an ihrer Stelle ein Schulhaus errichtet. Das Schulgebäude (und spätere Rathaus) wurde mit einem Turm abgeschlossen, der dem der alten Kirche originalgetreu nachgebildet ist, um an dieses Vorgängergebäude an selbiger Stelle zu erinnern. Darüber hinaus ist das unverglaste Bleiskelett der alten Fensterrose, die sich mittig über dem Eingangsportal befand und einen Durchmesser von etwa 1,35 m hatte, erhalten.

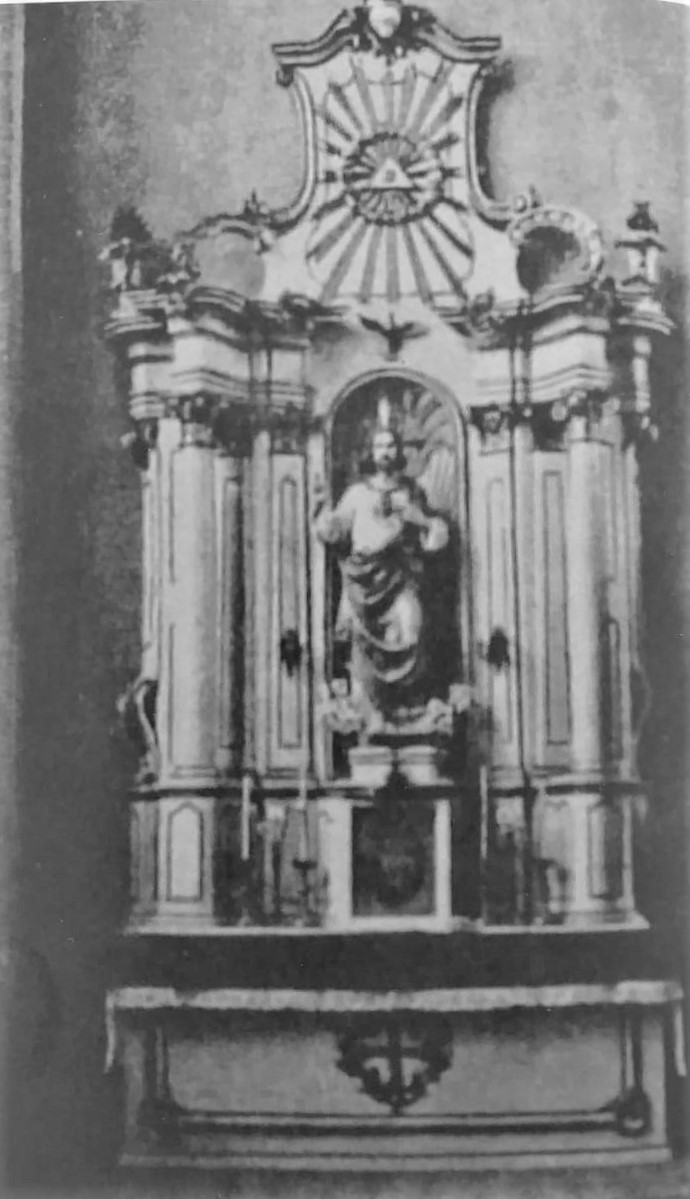
Barocker Hochaltar der alten Kirche

### Neue Kirche (seit 1904)

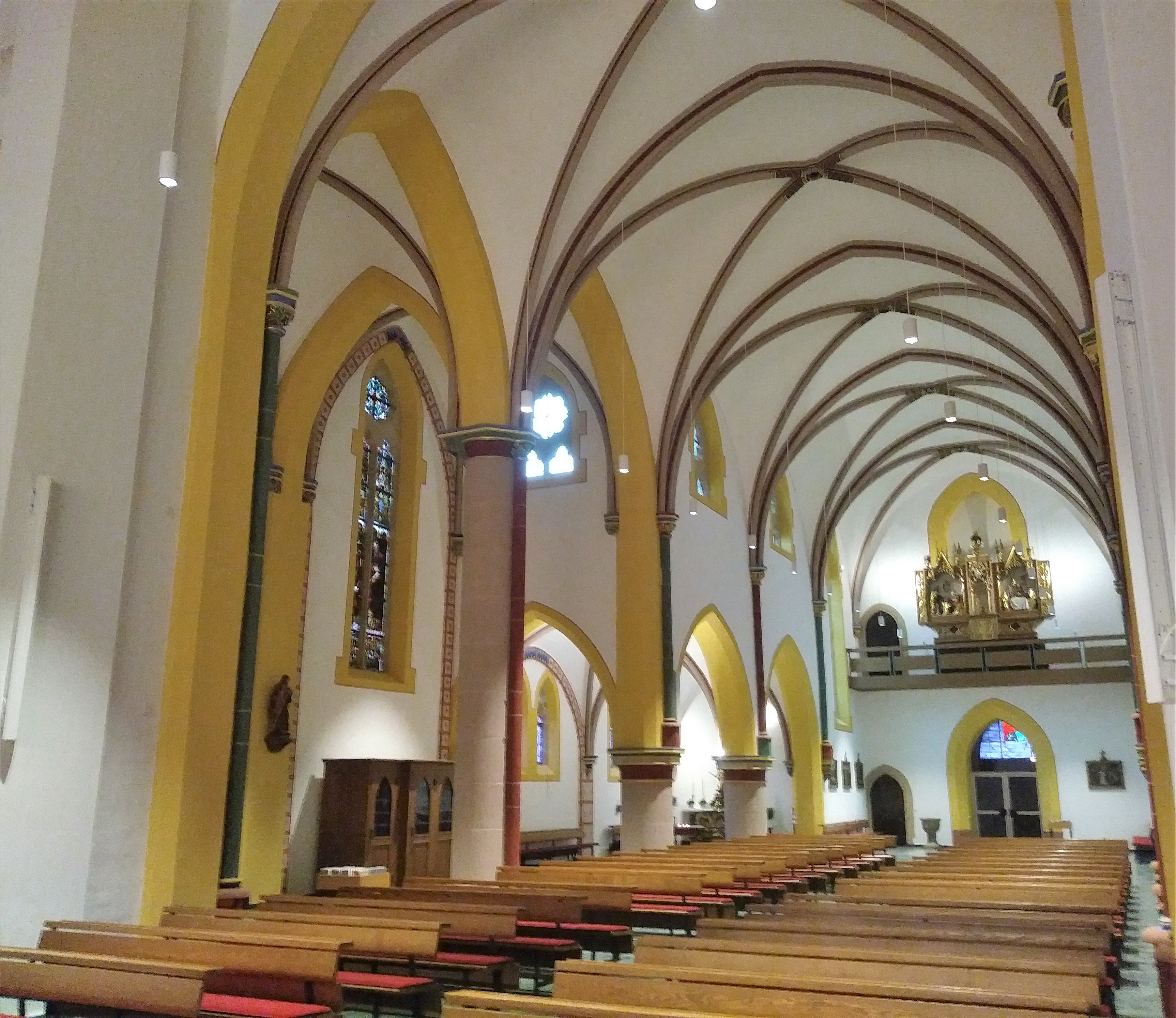
Blick zum Hauptportal

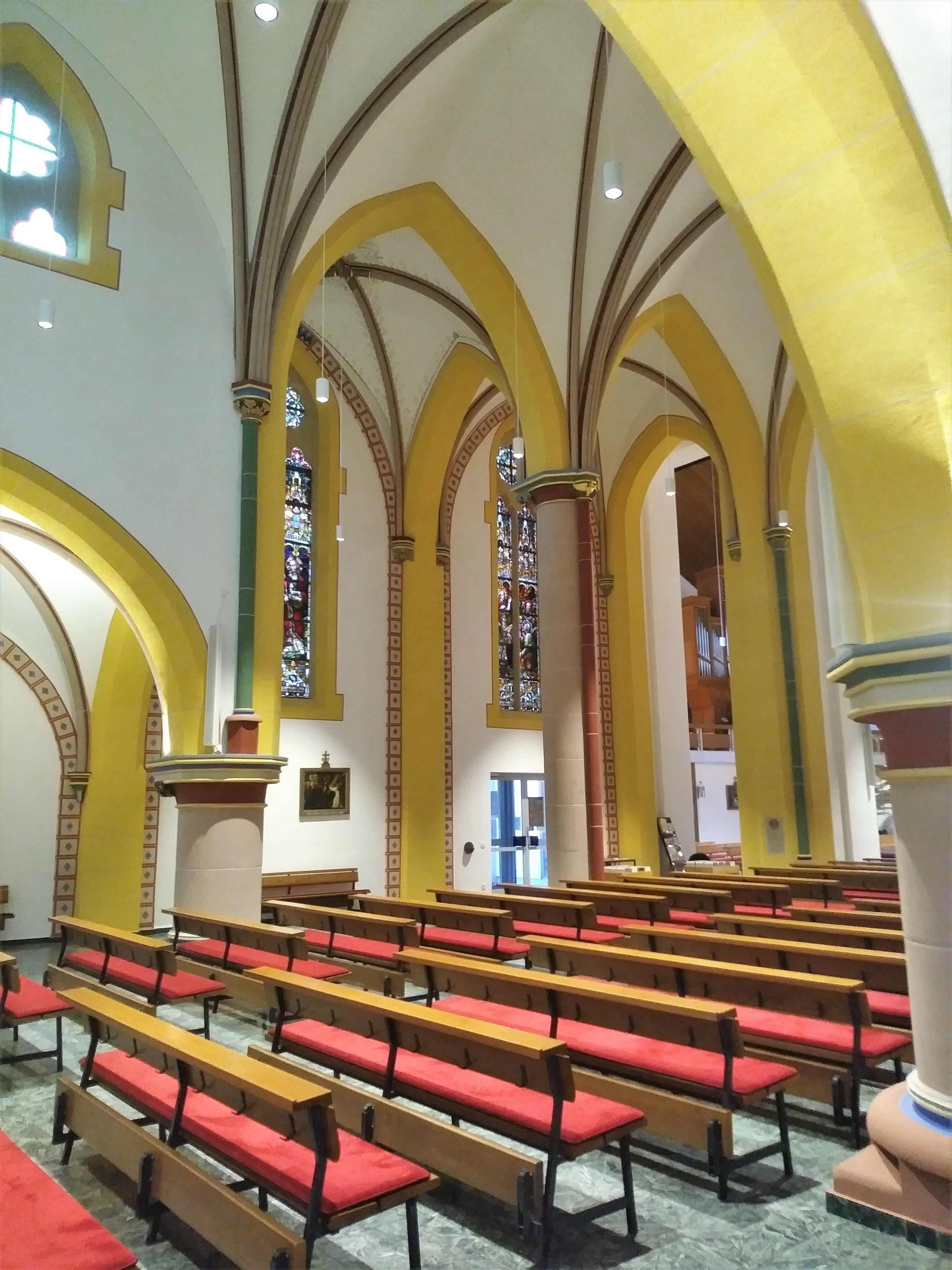

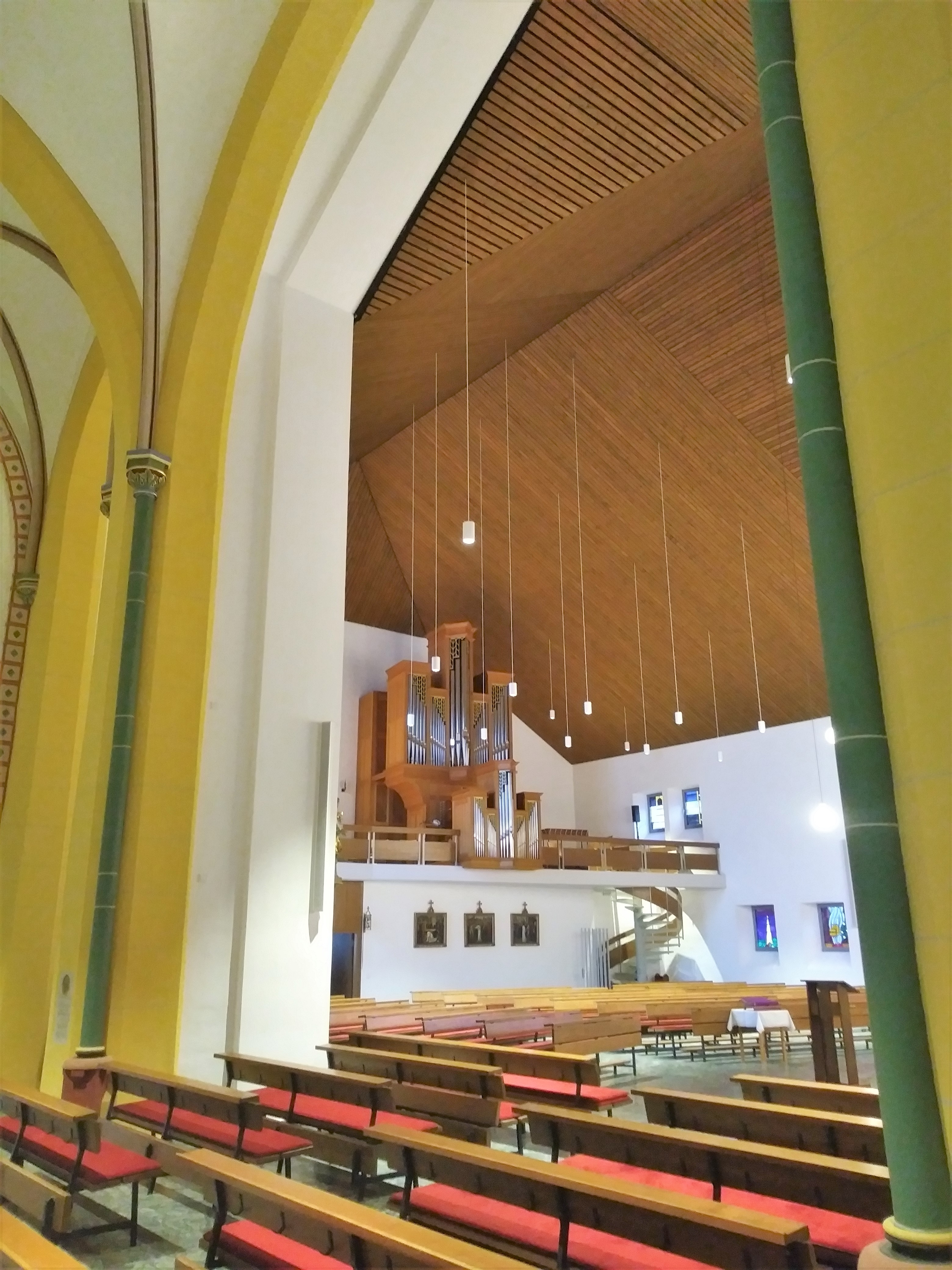
Übergang zum neuen Teil

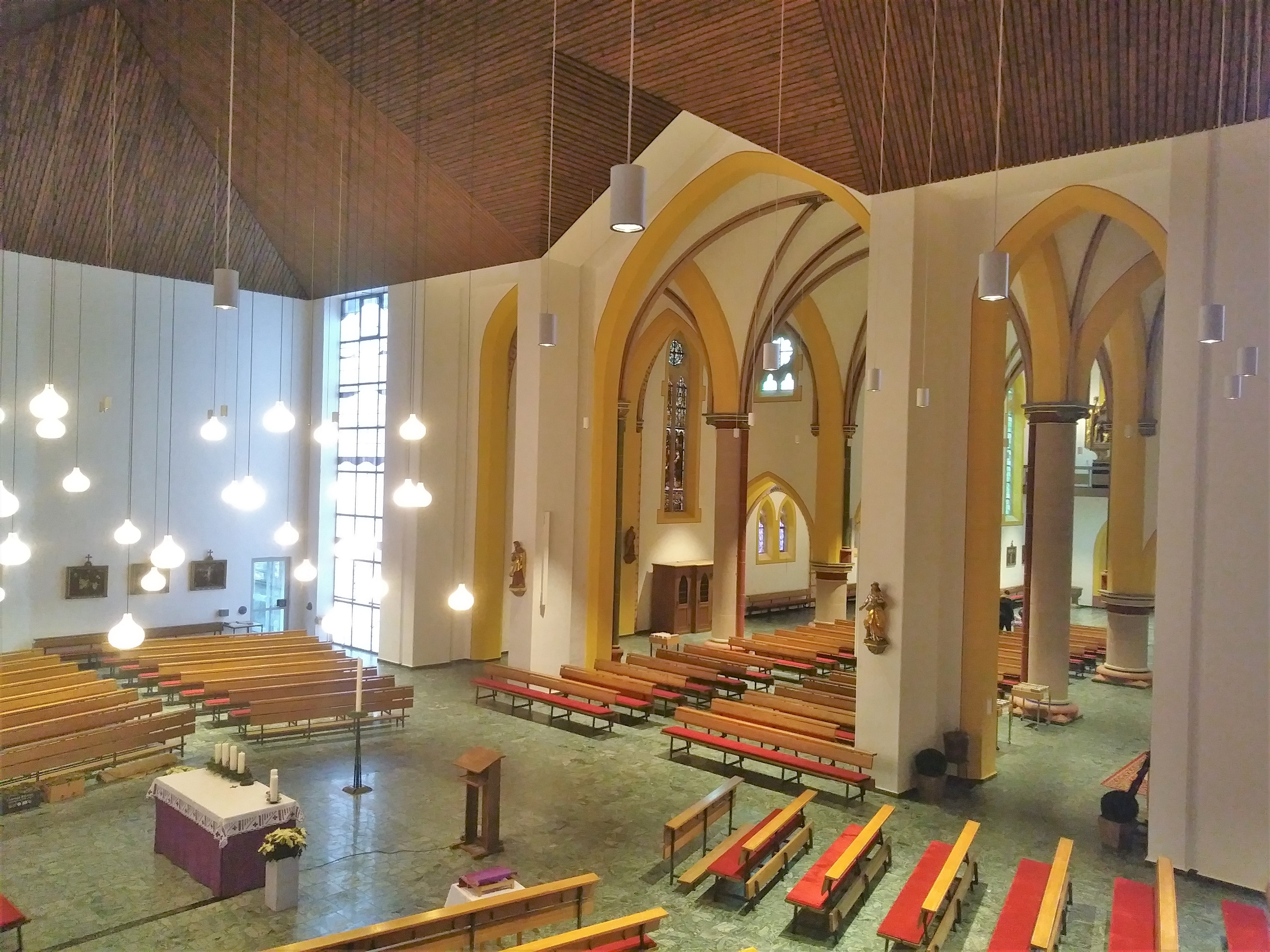

Die heutige Kirche wurde ab dem Bartholomäustag (24. August) 1902 im neugotischen Stil nach den Plänen des Architekten Ernst Brand errichtet, da die spätbarocke Vorgängerkirche für die wachsende Gemeinde zu klein war. St. Bartholomäus wurde am 24. Oktober 1904 geweiht.
Ursprünglich besaß der Kirchturm vier Ecktürmchen und einen Umgang am Fuß der Turmspitze. Dieser wurde 1936 entfernt, ebenso wie die Ecktürmchen und der Dachreiter über dem Kirchenschiff. Im Innern war die Kirche reich ausgemalt. Dieser Innenanstrich wurde bei der Innenrenovierung 1955 zum ersten Mal vereinfacht, indem die Ornamente zwischen den Kreuzrippen weiß überstrichen wurden. Die Kreuzrippen selbst sowie die Säulen behielten zunächst ihren roten Farbton. Ebenfalls 1955 wurde die Orgelempore aufgrund des stark gewachsenen Kirchenchores erheblich vergrößert. Die neue säulenlose Empore von 1955 besaß eine weit auskragende U-Form, die bis an das erste Seitenschiffjoch heranreichte. Die Säulen der ersten Orgelempore befinden sich noch heute in Einzelteilen auf der angrenzenden Wiese und neben der Kirche.
In den sechziger Jahren zählte man bis zu 1400 Gottesdienstteilnehmer pro Messe, von denen es damals jeden Sonntag zwei gab. So wurde 1969 mit der Vergrößerung der Kirche begonnen. Die alte Apsis wurde abgerissen und an ihrer Stelle entstand ein breites und hohes modernes Querhaus. Der Erweiterungsbau nach den Plänen des Architekten Rudolf Krüger wurde 1971 geweiht. Im Frühjahr 1972 wurde der alte Teil renoviert und umgestaltet; die Gottesdienste fanden währenddessen im bereits eröffneten Erweiterungsbau statt. Der gesamte Innenraum des alten Teils wurde grau überstrichen und die neuen Kirchenbänke besaßen die Breite des Hauptschiffes, sodass kein Mittelgang mehr vorhanden war. Zudem wurde die 1955 eingebaute Orgelempore entfernt und durch ein erheblich kleineres Modell ersetzt, auf dem der Hochaltar seinen Platz fand.
Ende 1972 war die Pfarrkirche St. Bartholomäus in ihrer heutigen baulichen Form fertiggestellt.
Der ockerfarbene Außenanstrich des alten Kirchenteils wurde 2004 angebracht. 2018/2019 fand eine umfangreiche Innenrenovierung statt, bei der der alte Kirchenteil innen farblich neu gefasst wurde. Zudem wurde eine neue steinerne Altarinsel, samt steinernem Volksaltar errichtet, der das Provisorium, welches von 1971 bis 2018 existierte, ersetzte. Des Weiteren wurden die Bänke des Langhauses wieder geteilt und so der 1971 verschlossene Mittelgang wiederhergestellt, dadurch gleichzeitig die Anzahl der Sitzplätze reduziert und die Bänke mit neuen Polstern ausgestattet. Die Buntglasfenster des alten Kirchenteils wurden ebenfalls restauriert. Die Wiedereinweihung der Kirche fand am 3. Adventssonntag, 15. Dezember 2019, statt.

## Aufbau
Die Kirche St. Bartholomäus ist nach Süden hin ausgerichtet. Das Hauptportal und der Turm befinden sich also im Norden. Der alte Teil der Kirche bildet das Langschiff, der neue das Querhaus. Das Langschiff besitzt fünf Joche. Ab dem zweiten ist links und rechts jeweils ein Seitenschiff vorhanden, das zunächst, wie üblich, halb so hoch wie das Langschiff ist. Ab der Hälfte des Langhauses erhöhen sich zwei Seitenschiffjoche, wie in einer Hallenkirche.
Die Kirche besitzt zwei Emporen. Die erste, im Langhaus, dient nur als Aufstellungsort für den Hochaltar und ist über den Turmaufgang zu erreichen. Sie ist die Nachfolgerin der alten Orgelempore und hat nur noch eine Breite von etwas mehr als einem Meter. Die zweite Empore befindet sich direkt über der Sakristei. Hier steht die Orgel und hier befinden sich viele weitere Sitzplätze, die an Festtagen von einem Chor eingenommen werden. Der Altar befindet sich im modernen Teil der Kirche auf einer Altarinsel und kann von drei Seiten eingesehen werden.

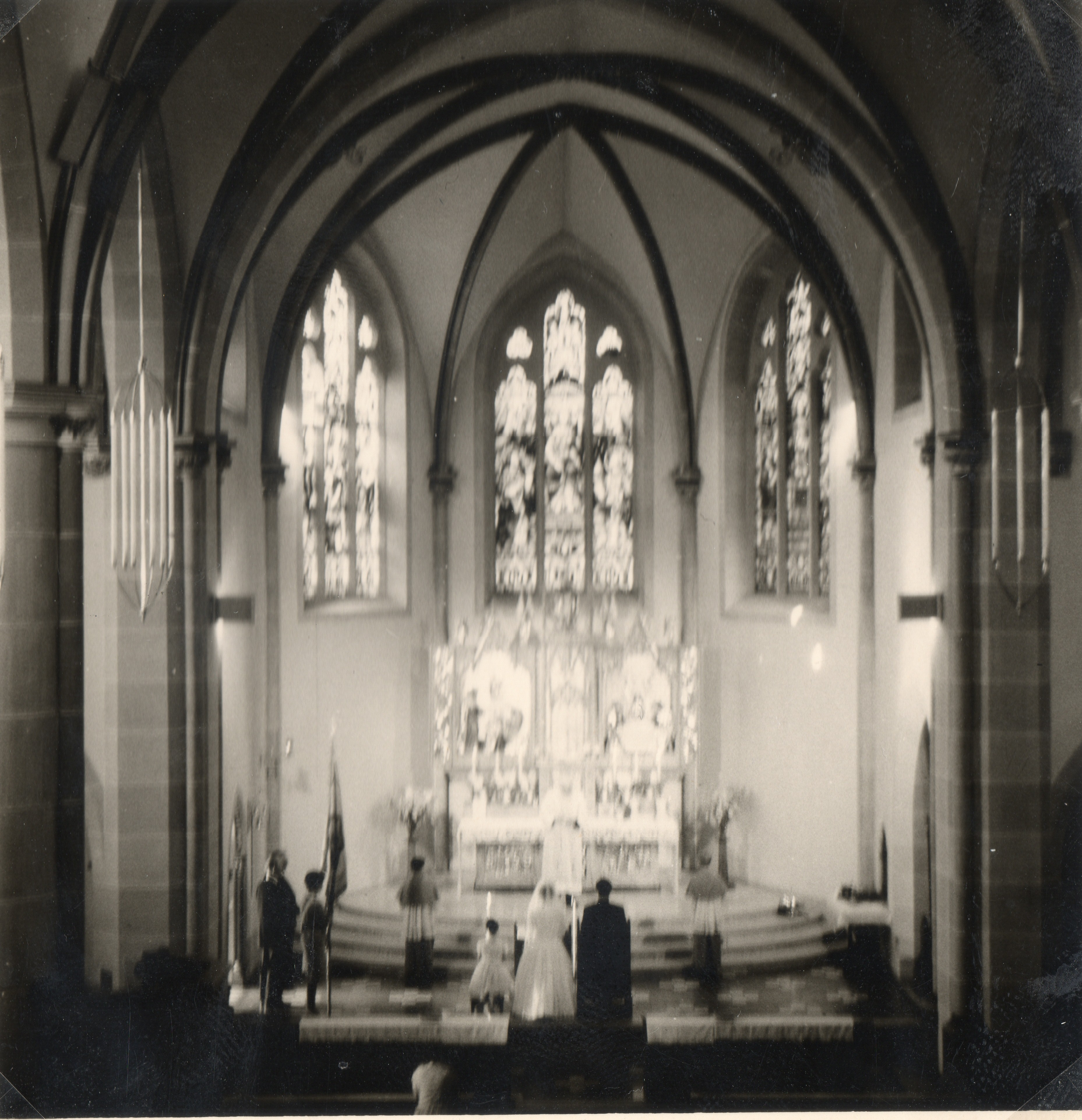
Blick zum Altar 1961
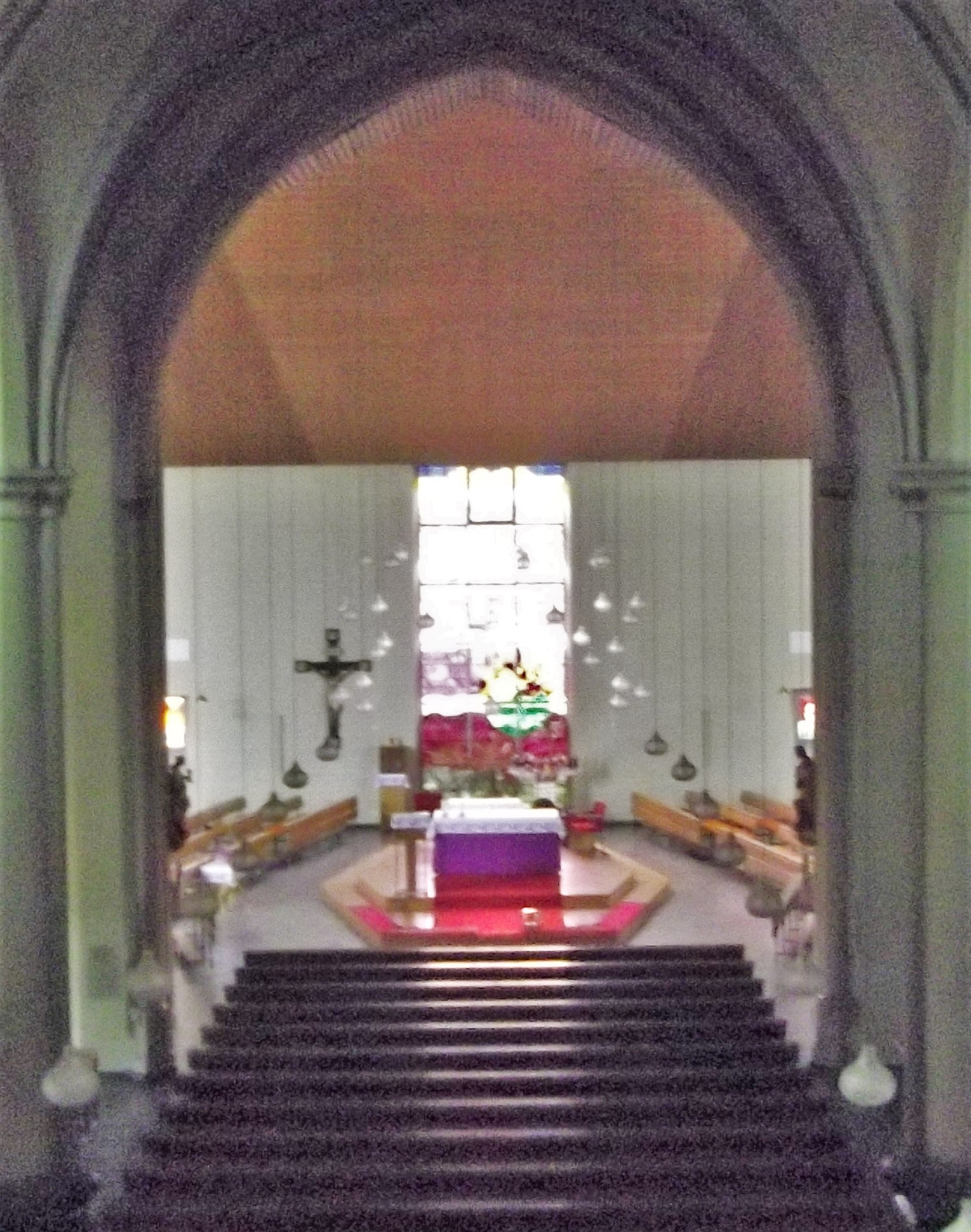
Blick zum Altar 2012
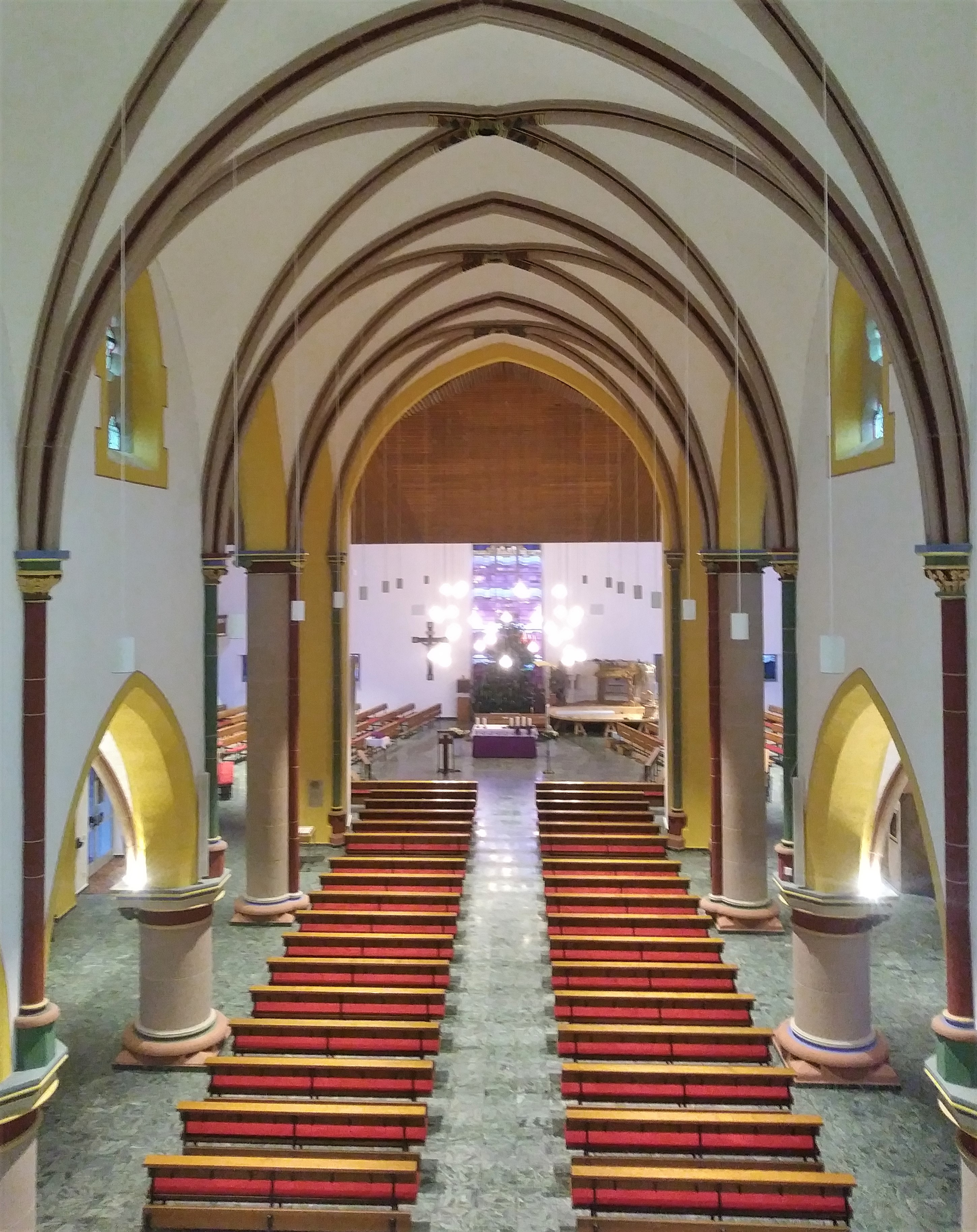
Blick zum Altar 2019

## Ausstattung

### Kreuzweg
Die Bilder des Kreuzwegs verteilen sich von unterhalb der Orgelempore im östlichen Querhausarm durch die ganze Kirche bis an die der Orgelempore gegenüberliegende Wand im westlichen Querhausarm. Sie stellen eine Kopie der vierzehn Bilder im Dom zu Antwerpen dar.

### Hochaltar
Der Hochaltar wurde 1904 durch den damaligen Pfarrer Joseph Weber gestiftet und stand früher an seinem üblichen Platz vorne in der Apsis. 1958 wurde das ursprüngliche Holzschnitzwerk renoviert und vergoldet. Nach dem Umbau der Kirche wurde er 1988 in Einzelteilen auf die mittlerweile stark verkleinerte alte Empore gehoben und ist seither dort aufgestellt, wo früher die Hock-Orgel gestanden hatte.
Der linke Flügel des Hochaltars zeigt die Krippenszene, während der rechte Flügel die Emmausgeschichte abbildet. Somit fasst der Altar die beiden wichtigsten christlichen Hochfeste Weihnachten und Ostern bildlich zusammen.

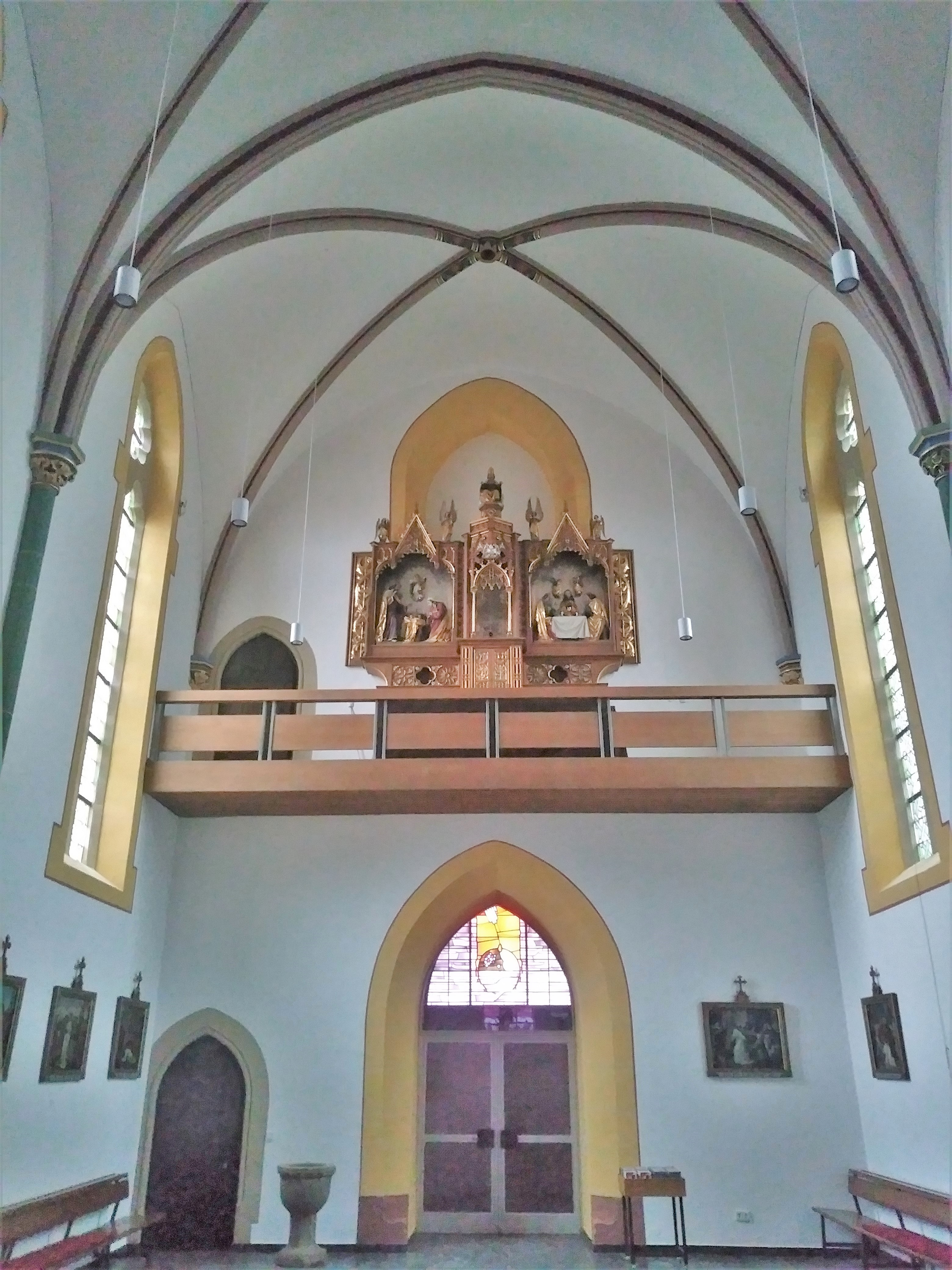
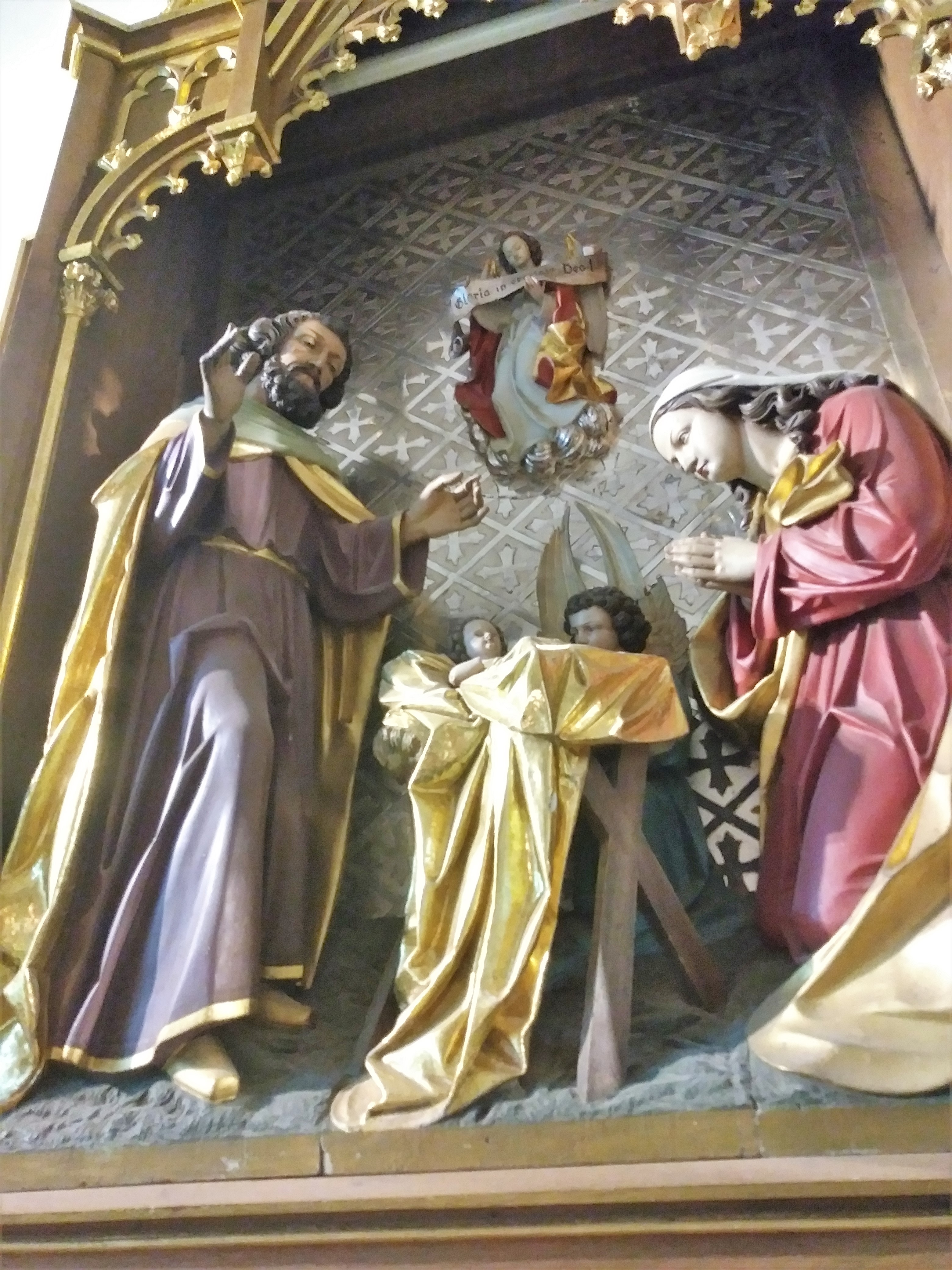
Flügel links
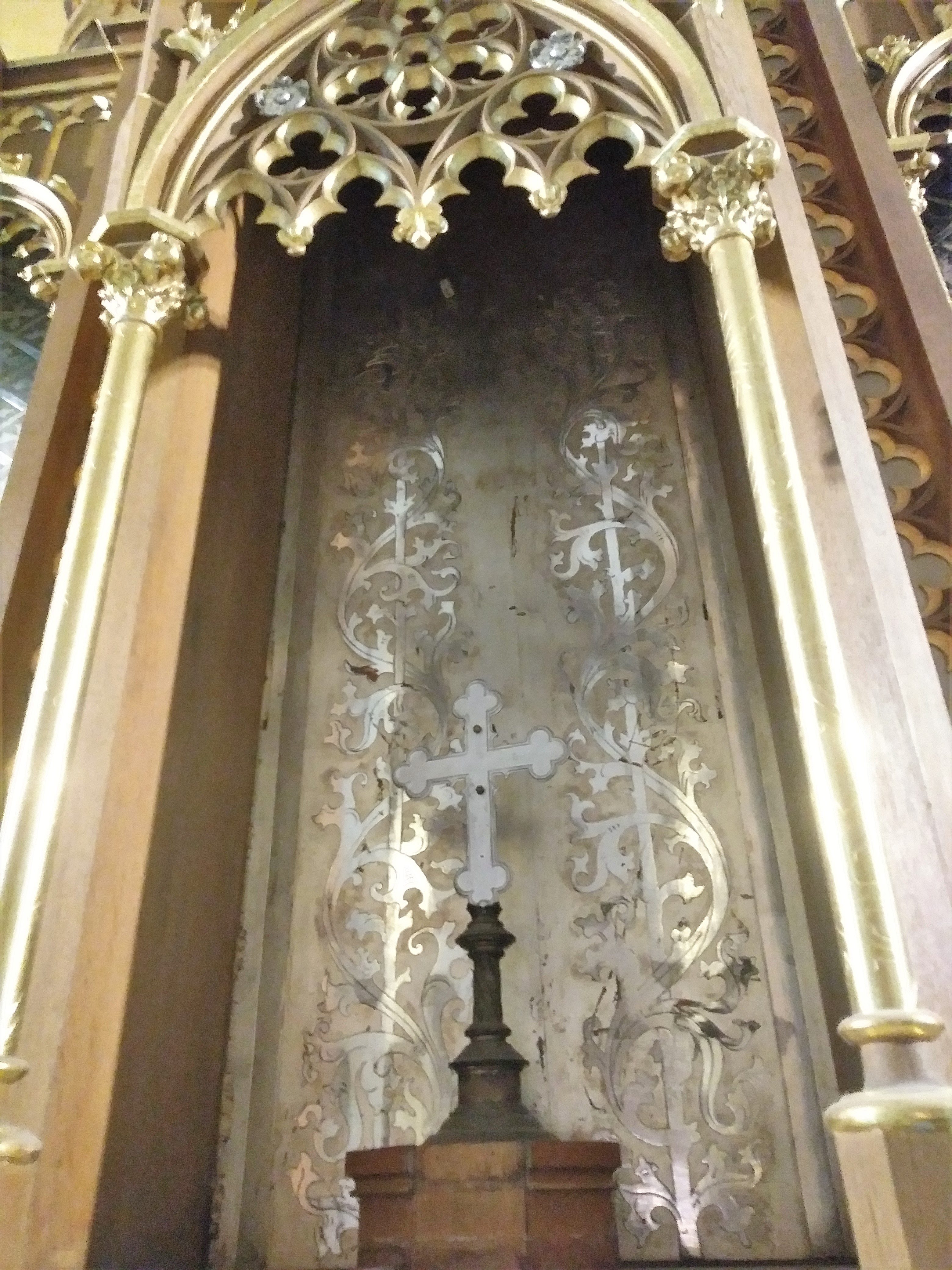
Mitte
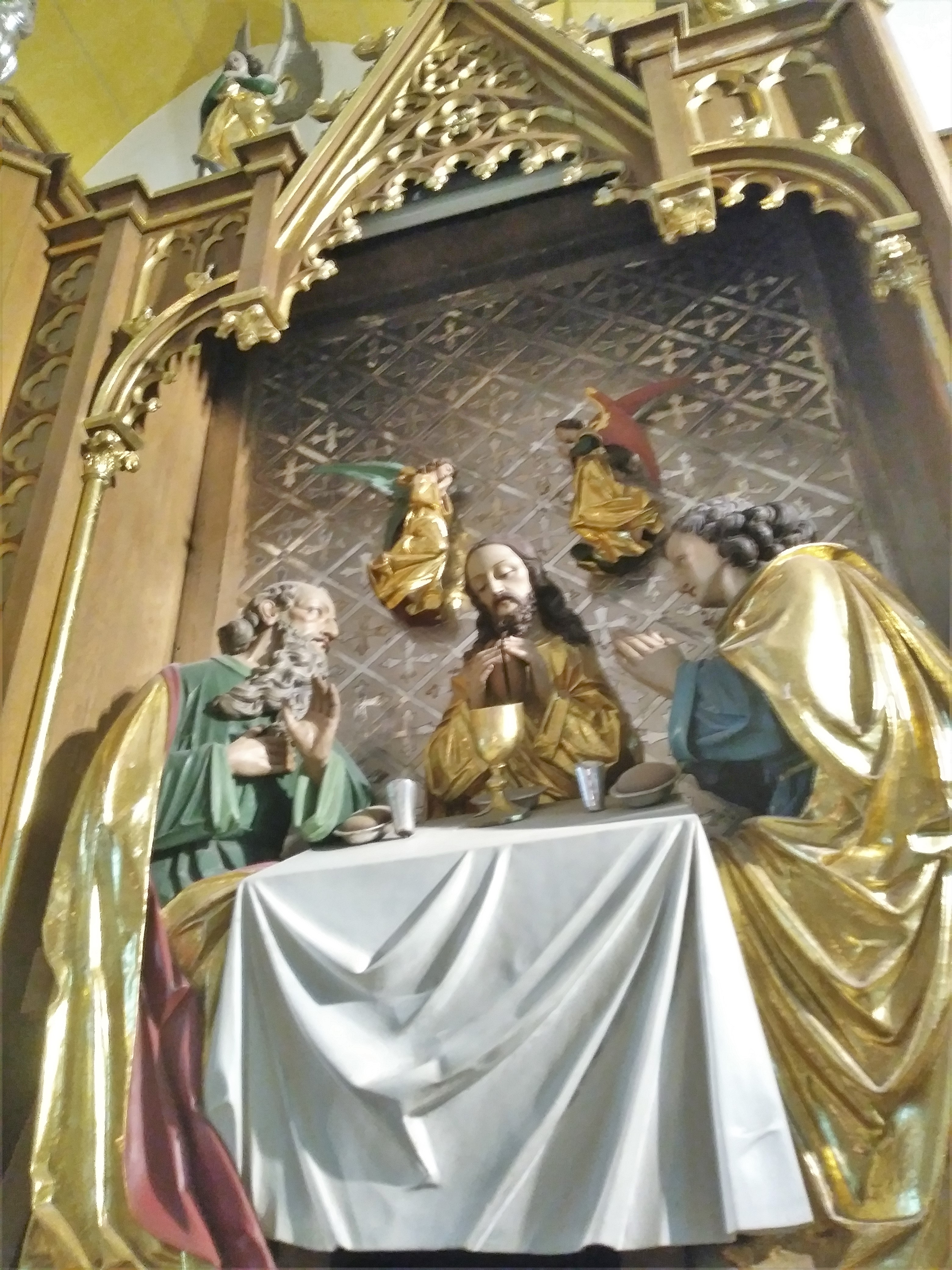
Flügel rechts

### Volksaltar
Ende 2022 wurde der bisherige schlichte hölzerne Volksaltar durch ein steinernes Exemplar ersetzt und am Vorabend zum 3. Adventssonntag durch Bischof Stefan Ackermann geweiht. Dieser Altar stammt aus der profanierten Pfarrkirche Herz-Jesu in Elversberg.

### Taufstein
Der Taufstein der Pfarrkirche stammt aus der Barockkirche von 1771 und befindet sich heute in der Nähe des Hauptportals. Er wird heute nicht mehr in seiner ursprünglichen Funktion, sondern als Weihwasserbecken genutzt.

### Marienaltar
Der Marienaltar befindet sich im westlichen Seitenschiff. Ihn schmückt ein Antependium, welches ebenfalls aus der alten Pfarrkirche von 1771 stammt.

### Orgeln

#### Ehemalige Hock-Orgel (1908–1971)

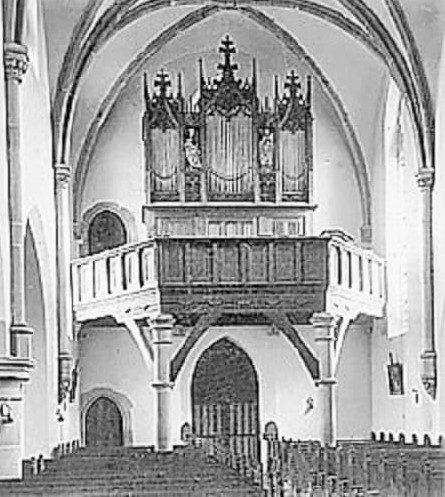
Ehemalige Hock-Orgel (1908–1971)

Die Kirche St. Bartholomäus besaß schon vor dem Umbau eine Orgel. Das romantisch geprägte Instrument wurde 1908 durch die Firma Mamert Hock (Saarlouis) errichtet. Es besaß 13 Register, verteilt auf zwei Manualen und Pedal. 1917 mussten wie nahezu überall die Prospektpfeifen mit ursprünglich geschwungener Labienführung zu Kriegszwecken abgegeben werden. Diese wurden 1920 durch die Firma Nikolaus Franzen aus Trier durch neue Zinkpfeifen mit einer geraden Labienführung ersetzt. Nach Schließung des alten Kirchenteils, in dem bis zur Fertigstellung des Erweiterungsbaus 1971 noch Gottesdienste stattfanden, wurde das Instrument verkauft und durch eine elektronische Dereux-Orgel ersetzt.
| I Hauptwerk |             |       |
| 1.          | Bordun      | 16′   |
| 2.          | Principal   | 8′    |
| 3.          | Flöte       | 8′    |
| 4.          | Gamba       | 8′    |
| 5.          | Octave      | 4′    |
| 6.          | Kornett III | 2 ⁄3′ |
| 7.          | Trompete    | 8′    |

| II Manual |                  |    |
| 8.        | Lieblich Gedeckt | 8′ |
| 9.        | Salicional       | 8′ |
| 10.       | Aeoline          | 8′ |
| 11.       | Traversflöte     | 4′ |

| Pedal |         |     |
| 12.   | Subbass | 16′ |
| 13.   | Cello   | 8′  |

- Koppeln:
  - Normalkoppeln: II/I, I/P, II/P
  - Suboktavkoppel: II/I
  - Superoktavkoppel: II/I
- Spielhilfen: Piano, Forte, Tutti, Alles Ab

#### Mühleisen-Orgel (seit 1991)

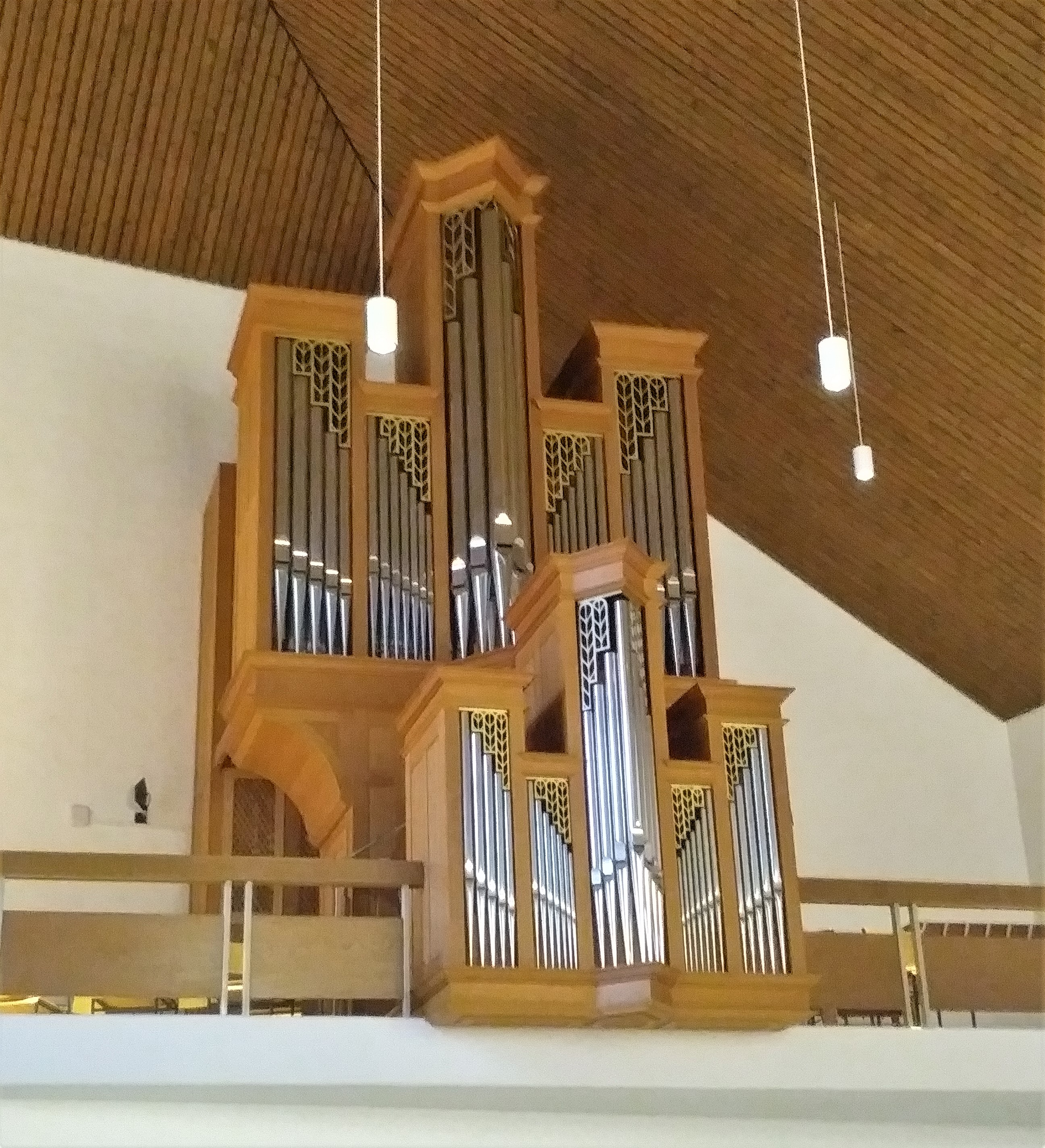
Mühleisen-Orgel (seit 1991)

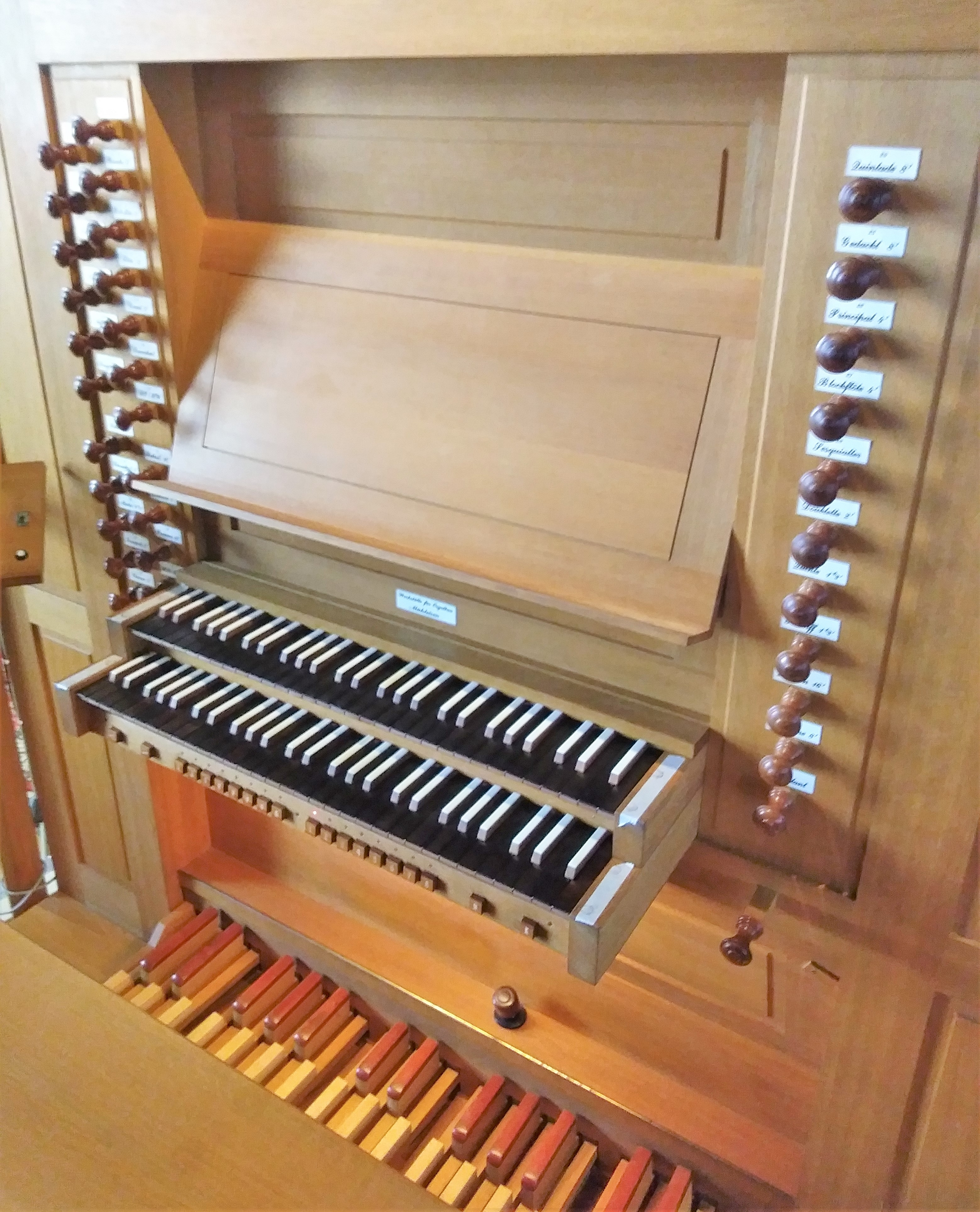
Spieltisch (mit neu belegten Klaviaturen seit 2020)

1991 wurde auf der Empore über der Sakristei im östlichen Querhausarm durch die Firma Mühleisen (Leonberg) eine neue Orgel errichtet. Ursprünglich waren 26 Register geplant. Vor der Fertigstellung wurden drei weitere Register in Auftrag gegeben. Im Hauptwerk kamen die Gamba 8’ und das Cornet 8’ hinzu, sowie das Clairon 4’ im Pedal, sodass das Instrument heute 29 Register auf zwei Manualen und Pedal umfasst. Die neue Orgel ist, im Gegensatz zu ihrer Vorgängerin, am Barock orientiert. Die Spieltraktur ist mechanisch. Zur Registersteuerung ist eine Doppeltraktur vorhanden, um einen elektrischen Setzer zu ermöglichen.
Im Jahr 2020 fand eine umfassende Generalüberholung und Reinigung der Orgel durch die Erbauerfirma statt. Dabei wurden sämtliche Register nachintoniert sowie die Klaviaturbeläge gewechselt. Darüber hinaus wurden Füllungen am Rückpositiv- und Hauptwerksgehäuse überarbeitet um die Zugänglichkeit des Pfeifenwerkes bei Wartung und Stimmung erheblich zu verbessern. Die Disposition wurde nicht verändert und lautet wie folgt:
| I Rückpositiv C–g3 |             |       |
| 1.                 | Quintade    | 8′    |
| 2.                 | Gedackt     | 8′    |
| 3.                 | Principal   | 4′    |
| 4.                 | Blockflöte  | 4′    |
| 5.                 | Sesquialter |       |
| 6.                 | Doublette   | 2′    |
| 7.                 | Quinte      | 1 ⁄3′ |
| 8.                 | Scharff VI  | 1 ⁄3′ |
| 9.                 | Dulcian     | 16′   |
| 10.                | Cromorne    | 8′    |
|                    | Tremulant   |       |

| II Hauptwerk C–g3 |           |       |
| 11.               | Bordun    | 16′   |
| 12.               | Principal | 8′    |
| 13.               | Rohrflöte | 8′    |
| 14.               | Gamba     | 8′    |
| 15.               | Octave    | 4′    |
| 16.               | Flöte     | 4′    |
| 17.               | Quinte    | 2 ⁄3′ |
| 18.               | Octave    | 2′    |
| 19.               | Mixtur V  | 2′    |
| 20.               | Cornet V  | 8′    |
| 21.               | Trompete  | 8′    |
|                   | Tremulant |       |

| Pedal C–f1 |           |       |
| 22.        | Subbaß    | 16′   |
| 23.        | Octave    | 8′    |
| 24.        | Bordun    | 8′    |
| 25.        | Choralbaß | 4′    |
| 26.        | Mixtur IV | 2 ⁄3′ |
| 27.        | Posaune   | 16′   |
| 28.        | Trompete  | 8′    |
| 29.        | Clairon   | 4′    |

- Koppeln: I/II, I/P, II/P
- Spielhilfen: Setzer mit 64 Kombinationen, Alles Ab

Anmerkung:
1. ↑  C–e0 mit Gedackt 8’ verführt.
2. ↑  Ab a0

### Weitere Kunst

Fenster im Langhaus

Fenster im Seitenschiff

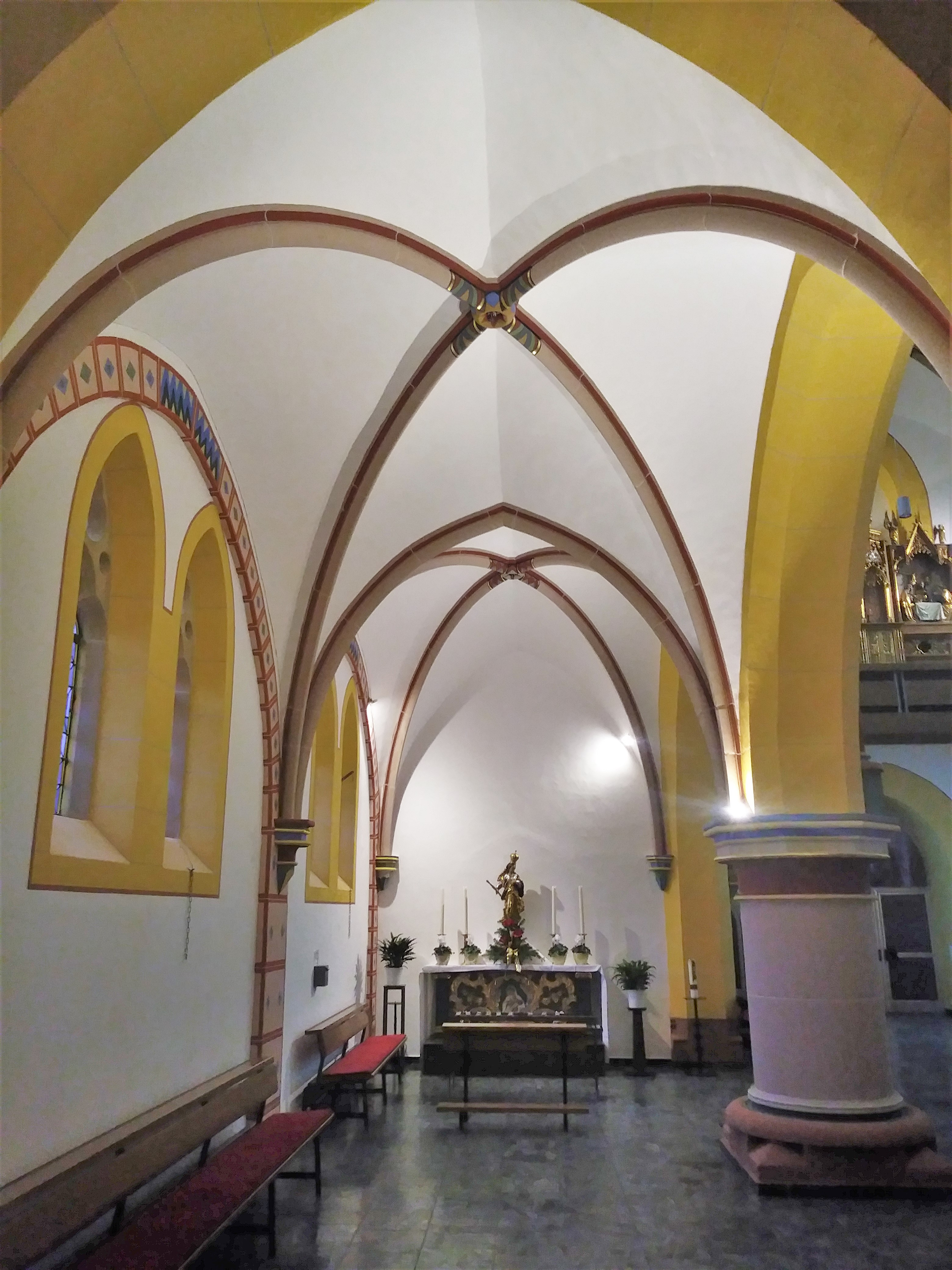
Seitenschiff und Marienaltar

Apsis mit Pietà

Die Dienste nach dem ersten Langhausjoch zeigen an ihrem Fuß zwei bildliche Darstellungen als Relief. Auf der Westseite ist der Vorgängerbau von 1770 abgebildet. Auf der Ostseite ist der Heilige Wendalinus, ein regionaler Heiliger, als Hirte zu sehen. Beide Darstellungen wurden im Rahmen der Innensanierung 2018/2019 farblich gefasst. Darüber hinaus wurde in einem hohen Seitenschiffjoch die ursprüngliche Ausmalung der Kirche angedeutet.

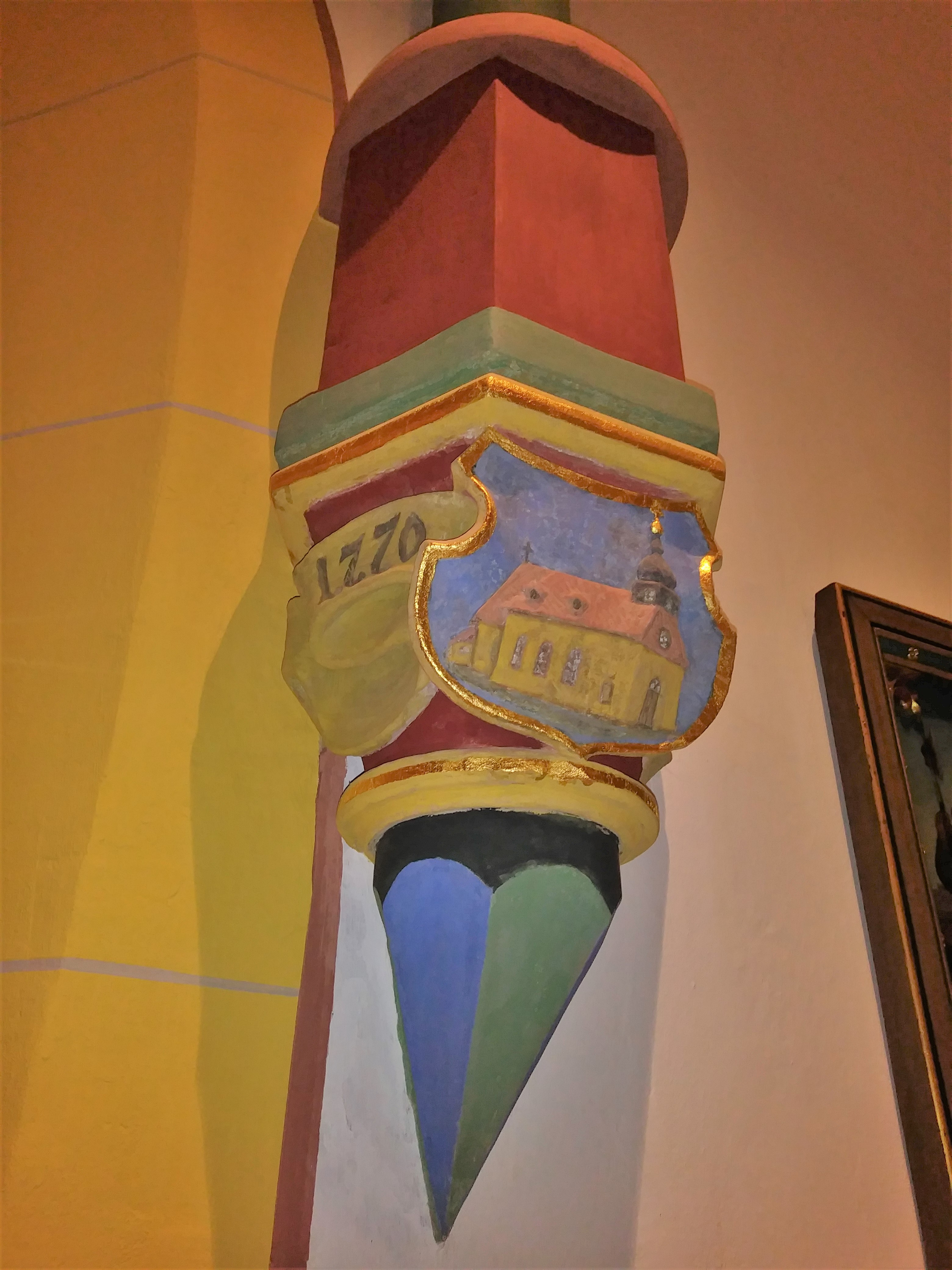
Alte Kirche
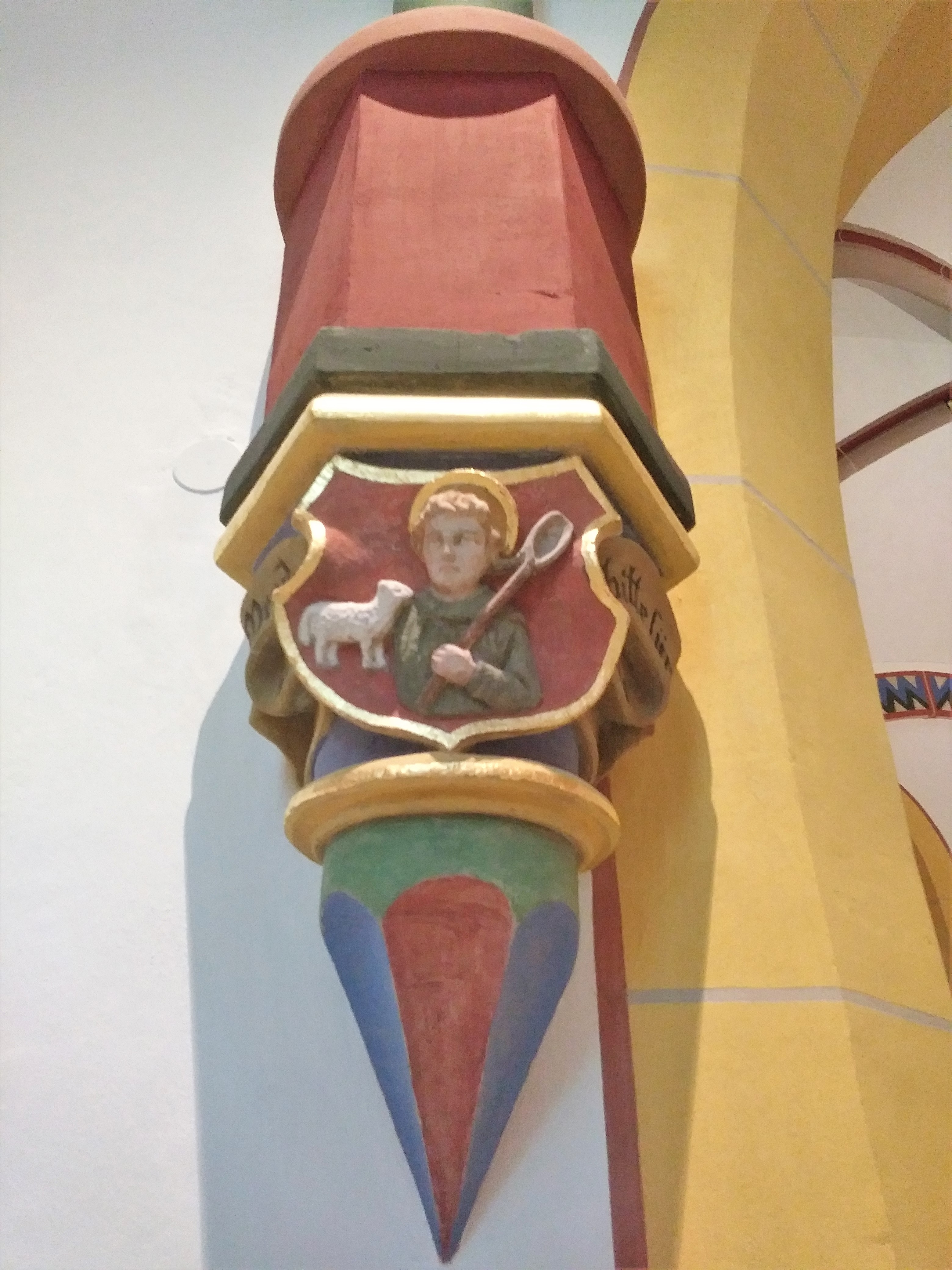
Hl. Wendelinus
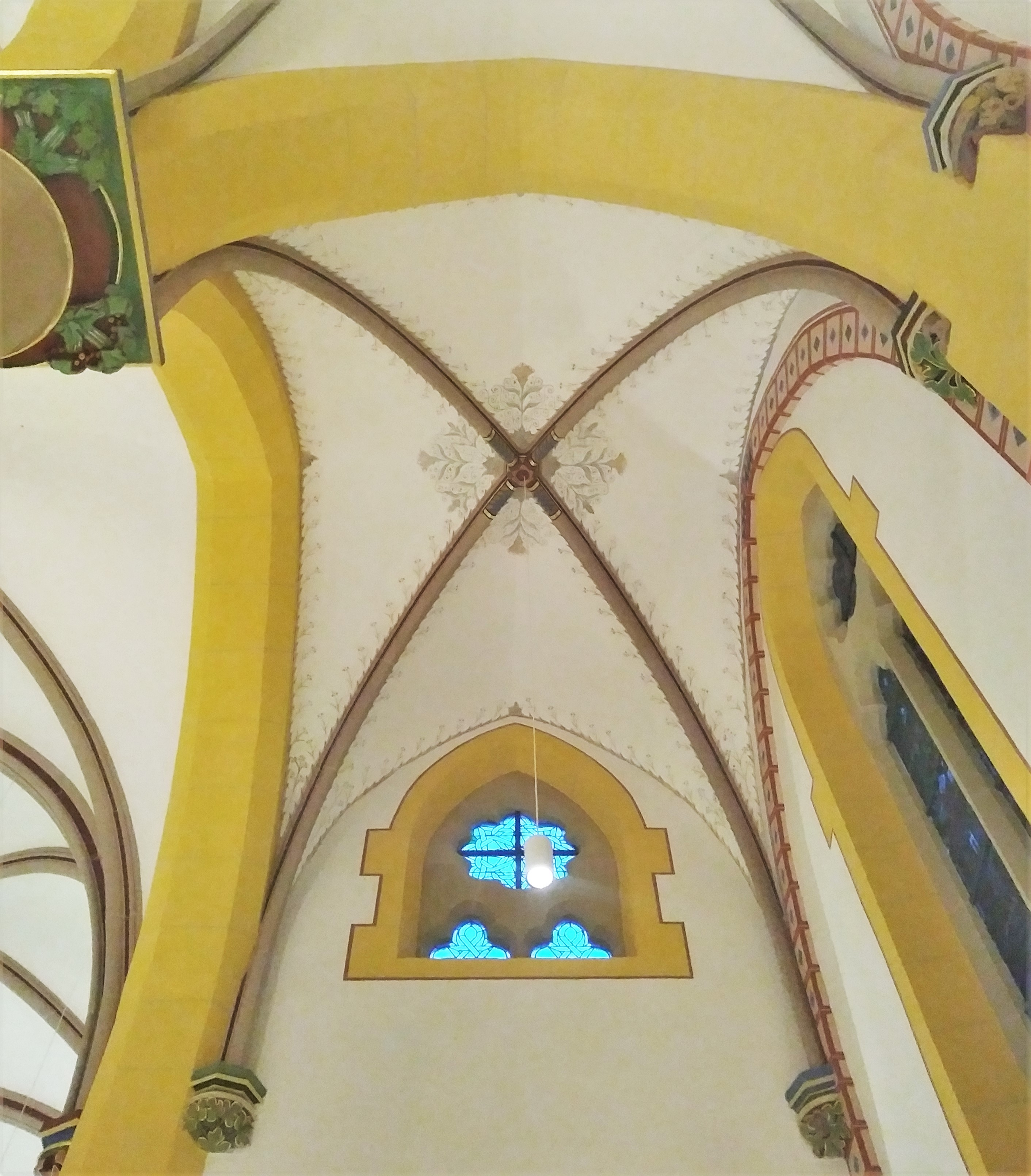
Ursprüngliche Ausmalung

### Fenster
Die Fenster im alten, neugotischen Teil der Kirche sind, bis auf die des alten Querhauses, schlicht gehalten und zeigen grüne Ornamentik. Die Fenster des neuen Teils und das Fenster über dem Hauptportal stellen jedes für sich eine (Bibel-)Geschichte dar. Sie entstanden in den Jahren 1972–1975 durch Robert Köck (Mainz).
Schöpfungsfenster
Das Schöpfungsfenster befindet sich im Tympanon über dem Hauptportal. Es zeigt die Erde als Kugel auf grauem Hintergrund mit rotem Licht, und eine Hand. Es ist die Hand Gottes, dessen Anwesenheit durch das rote Licht unterstrichen wird. Er erschafft die Erde aus dem Nichts (dem grauen Hintergrund).
Altarfenster
Das große Fenster hinter dem Altar erstreckt sich vom Boden bis zur Decke. Oben zeigt es die Häuser Jerusalems, darunter abwechselnd weiße und violette Schichten, die nach unten hin immer dunkler werden. Im unteren Bereich ist eine grüne Kugel zu sehen, es ist die Erde. Auf dieser Erde ist Wasser, zum Zeichen der Taufe, Ähren und Traube, zum Zeichen der Eucharistie. Das Feuer steht für den Heiligen Geist
„Erwartung der Wiederkunft“
Dieses Fenster steht schräg dem Altarfenster gegenüber, an der Nordwand des westlichen Querhausarmes und besteht aus mattem weißen bis bläulichen Glas. Es reicht, wie das Altarfenster, vom Boden bis zur Decke und zeigt am oberen Ende Wolkenbänke. Sie zeigen die Wiederkunft des Herrn. „ER wird wiederkommen auf den Wolken des Himmels“. Unten im Bild sind die Zeichen der Eucharistie zu sehen: ein Kelch und eine Hostie. „Sooft ihr von diesem Brot eßt und aus diesem Kelch trinkt, verkündet ihr den Tod des Herrn, bis ER wiederkommt“
„Ströme des Geistes“
Dieses Fenster ist das Gegenstück des Fensters „Erwartung der Wiederkunft“ im östlichen Querhausarm. Es besteht aus den gleichen Farben und ist von links nach rechts mit vielen Bändern durchzogen. Es sind die Ströme des Wassers aus einer unsichtbaren und unversiegbaren Quelle, in dem der Heilige Geist enthalten ist.
Emmausfenster
Dieses kleine Fenster befindet sich rechts des Altarfensters; es zeigt ein viergeteiltes Stück Brot auf dunkelrotem Grund. Das gebrochene Brot erinnert an die Emmausgeschichte, bei der die zwei Wanderer Jesus erst erkannten, nachdem er das Brot geteilt hatte.
Osterfenster
Dieses Fenster erstrahlt im hellen Gelb der aufgehenden Sonne. Aus einem Leinentuch steigt ein Strahl gen Himmel. Es ist das Leinentuch, aus dem Jesus, der Ostergeschichte nach, mit dem Sonnenaufgang auferstanden ist.
Christi Himmelfahrt
Auf diesem Fenster ist ein Berg zu sehen. Über dem Berg schwebt eine weiße Wolke. Jesus soll von einem Berg, dem Himmel näher als das Tal, in eine Wolke aufgefahren sein.
Perlenfenster
Dieses Fensterbild zeigt mehrere kleine Perlen, die sich um eine große scharen. Sie liegen im Meer. Dieses Bild entstammt einem Gleichnis, das Jesus erzählt haben soll.
Fenster der fünf klugen Jungfrauen
Auf dem Fenster sieht man fünf Öllampen auf sehr dunklem Hintergrund. Sie stellen die fünf klugen Jungfrauen in einem Gleichnis dar, die an das dazugehörige Öl für die Lampen gedacht haben, die fünf törichten nicht.
Senfkornfenster
Auch dieses Fenster entspringt einem Gleichnis. Aus einem winzigen Korn im Boden entspringt ein riesiger Strauch, in dem sieben weiße Tauben eine Heimat gefunden haben.
„Der Schatz im Acker“
Dieses Fenster zeigt einen Goldklumpen in der Erde. Es gehört auch zu einem Gleichnis, das Jesus erzählt haben soll.
„Die Ernte“
Dieses Fenster zeigt ein Feld, auf dem mit einer Sichel Getreide geerntet wird; sie kommt aus dem violett dargestellten Reich Gottes. Dieses Bild entstammt ebenfalls einem Gleichnis.
Kana-Fenster
Dieses Fenster befindet sich links vom Altarfenster. Es zeigt unten fünf blaue Krüge und oben fünf rote. Einer Geschichte nach soll Jesus auf einer Hochzeit, auf der es keinen Wein mehr gab, Wasser in Wein verwandelt haben. Dass der Wein auf dem Fenster oben steht, demonstriert die Wichtigkeit dieses Getränks für die Eucharistie.
Dreikönigsfenster
Die Gaben der drei heiligen Könige, Gold, Weihrauch und Myrrhe, sind auf dunkelrotem Grund dargestellt. Sie erinnern an die Weihnachtsgeschichte und die Heiligen Drei Könige.
Weihnachtsfenster
Als Gegenstück zum Osterfenster trifft hier ein Strahl aus dem Himmel in die Krippe, also von oben nach unten. Die Weihnachtsgeschichte erzählt, dass Jesus Christus als Sohn Gottes, von der Jungfrau Maria, in Bethlehem geboren wurde.
Himmelsleiter
Am Aufgang zur Empore sehen wir ein blaues Fenster mit einer seitlich ins Bild eintretenden Leiter, die vom Boden zum Himmel führt. Es erinnert an das Bild des Patriarchen Jakob, der die Engel zum Himmel auf- und niedersteigen sieht.
Himmelstreppe
Direkt daneben ist ein ähnliches Fenster. Hier ist eine Treppe zu sehen, die in ein goldenes Tor mündet, das zur Stadt Gottes gehört, die das Ziel der irdischen Pilger darstellt.
Gotteslobfenster
Die drei Fenster hinter der Empore stehen für das Gebet und die Lobpreisung Gottes zum Morgen (links), zum Mittag (Mitte) und zum Abend (rechts).

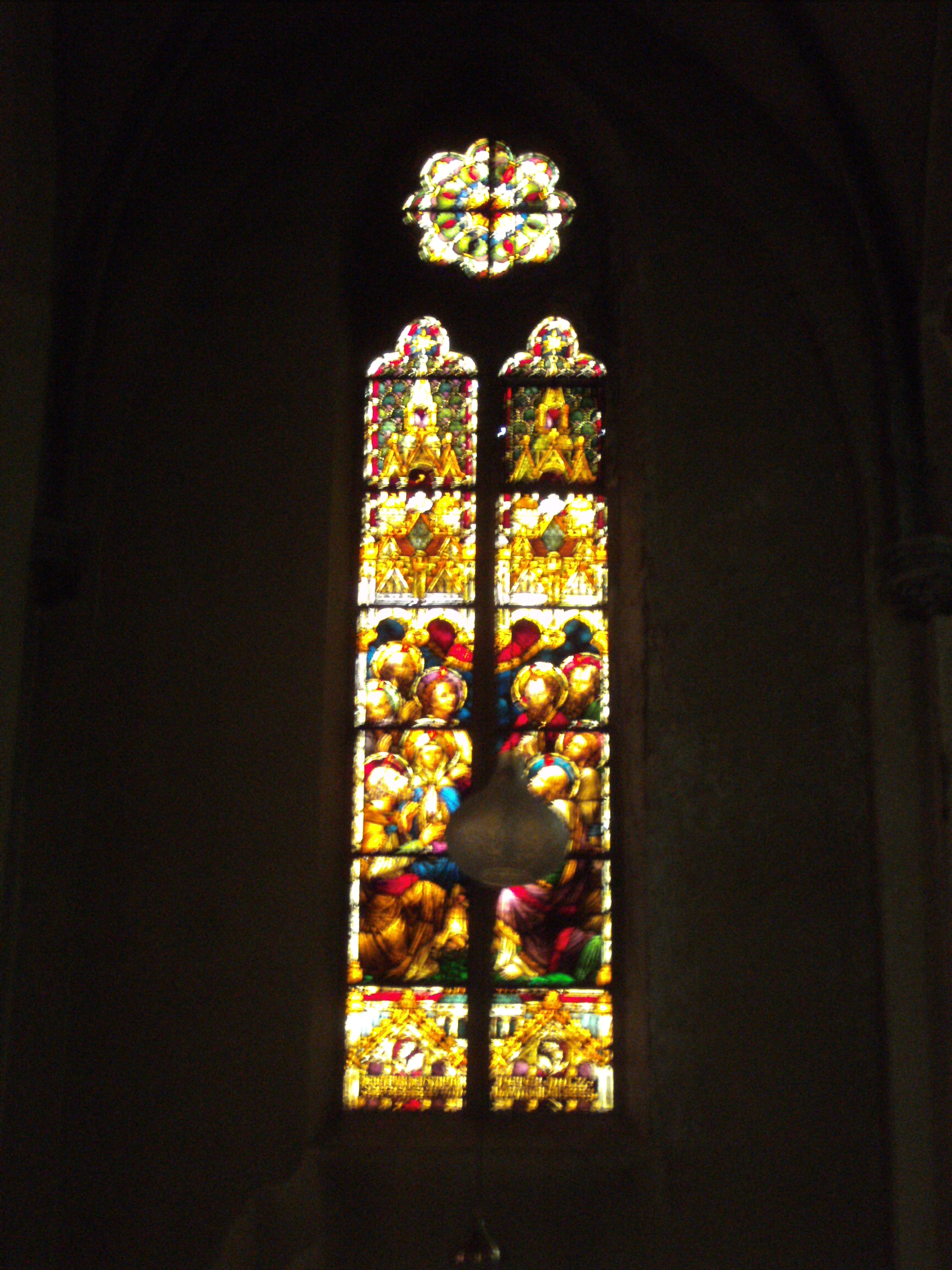
Fenster im Altbau
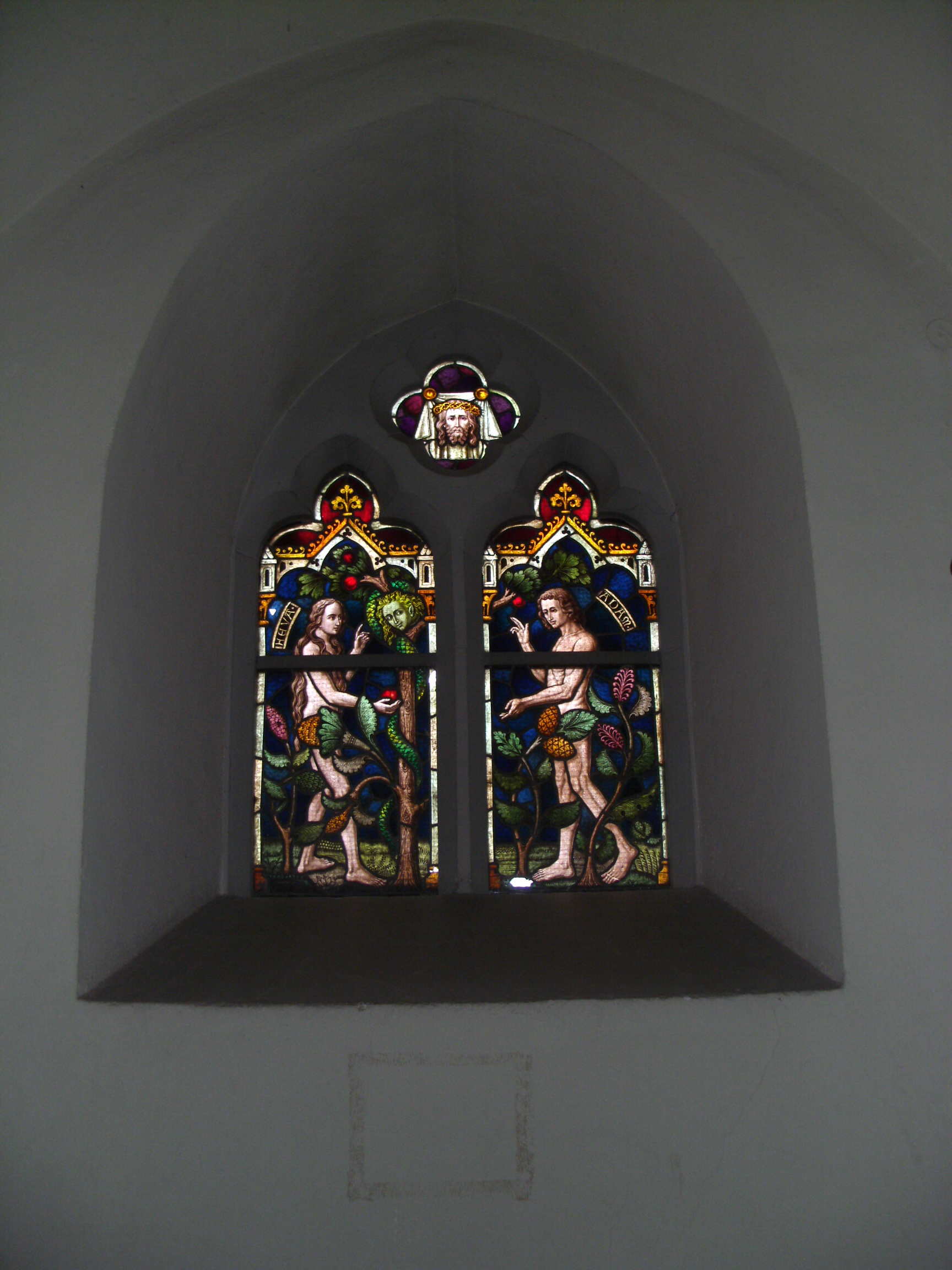
Fenster im Vorraum der Kirche

## Glocken
Das heutige vierstimmige Geläut ist das dritte im Glockenturm der Kirche von 1904. Das erste Geläut wurde 1906 von der Firma Hamm aus Frankenthal geliefert und mit Ausnahme der „Barbaraglocke“ (Stimmton a1), welche bis heute erhalten ist, 1917 zu Kriegszwecken abgegeben. 1920 erhielt die Kirche zwei neue Glocken der Firma Mabilon aus Saarburg. 1942 wurden auch diese erneut zu Kriegszwecken konfisziert und eingeschmolzen. 1950 wurden die heutigen Glocken von der Firma Causard aus Colmar geliefert und im Jahr 2000 um eine vierte Glocke ergänzt.
| Name                 | Schlagton | Gussjahr | Firma |
| -------------------- | --------- | -------- | ----- |
| Immaculata Conceptio | d1        | 1906     | Hamm  |
| St. Bartholomäus     | e1        | 1906     | Hamm  |
| St. Joseph           | fis1      | 1906     | Hamm  |
| St. Barbara          | a1        | 1906     | Hamm  |

| Name             | Schlagton | Gussjahr | Firma   |
| ---------------- | --------- | -------- | ------- |
| Maria Immaculata | e1        | 1920     | Mabilon |
| St. Bartholomäus | fis1      | 1920     | Mabilon |
| St. Barbara      | a1        | 1906     | Hamm    |

| Name             | Schlagton | Gussjahr | Firma   |
| ---------------- | --------- | -------- | ------- |
| Maria Immaculata | e1        | 1950     | Causard |
| St. Bartholomäus | fis1      | 1950     | Causard |
| St. Barbara      | a1        | 1906     | Hamm    |
| Engelsglocke     | c2        | 2000     | Mabilon |

## Maße
- Höhe des Kirchturms: 43 m
- Ursprüngliche Länge des Alten Teils (mit Apsis): 42 m
- Gesamtlänge: ca. 60 m
- Breite des Alten Teils: 17 m
- Länge des Neuen Teils: 21 m
- Breite des Neuen Teils: 36 m
- Innenraumhöhe: 18 m